# Copaifera
Copaifera är ett släkte av ärtväxter. Copaifera ingår i familjen ärtväxter.

## Bildgalleri

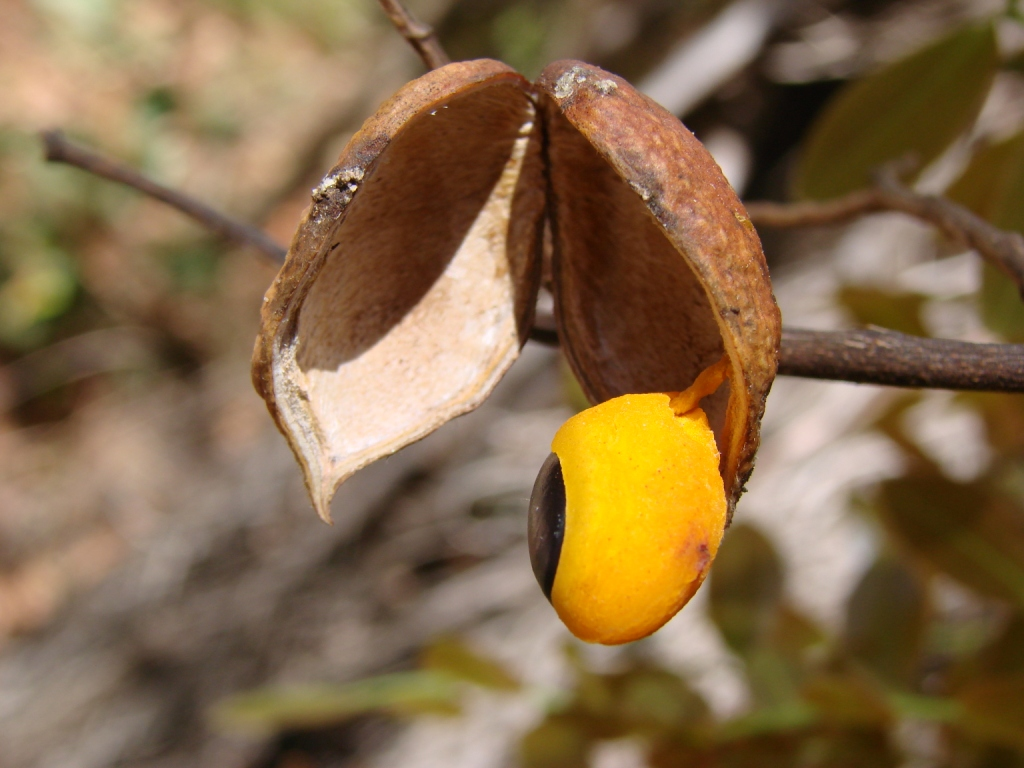
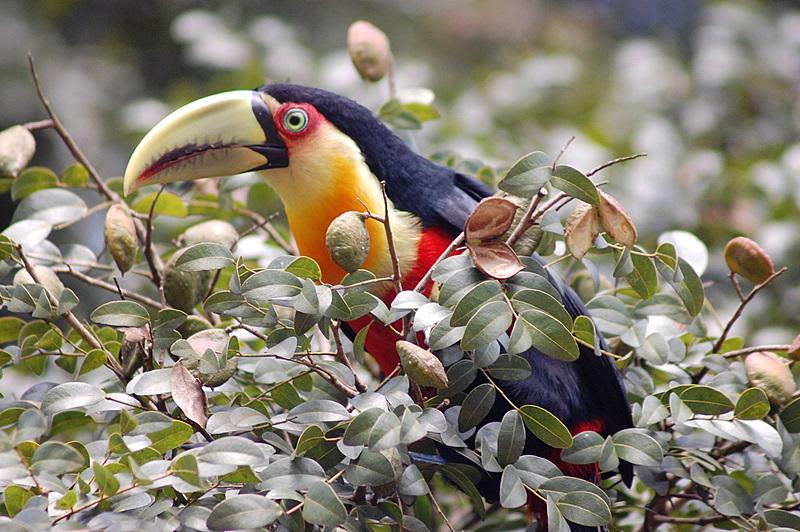
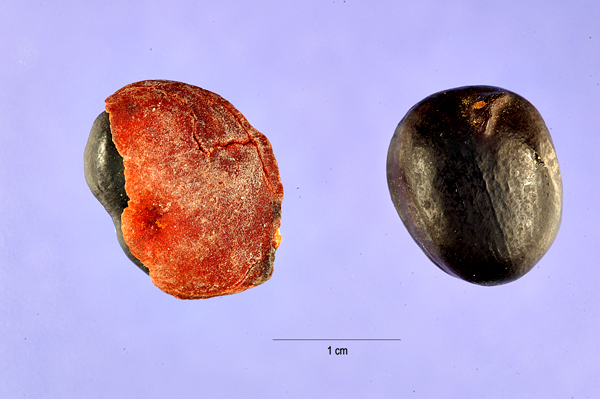
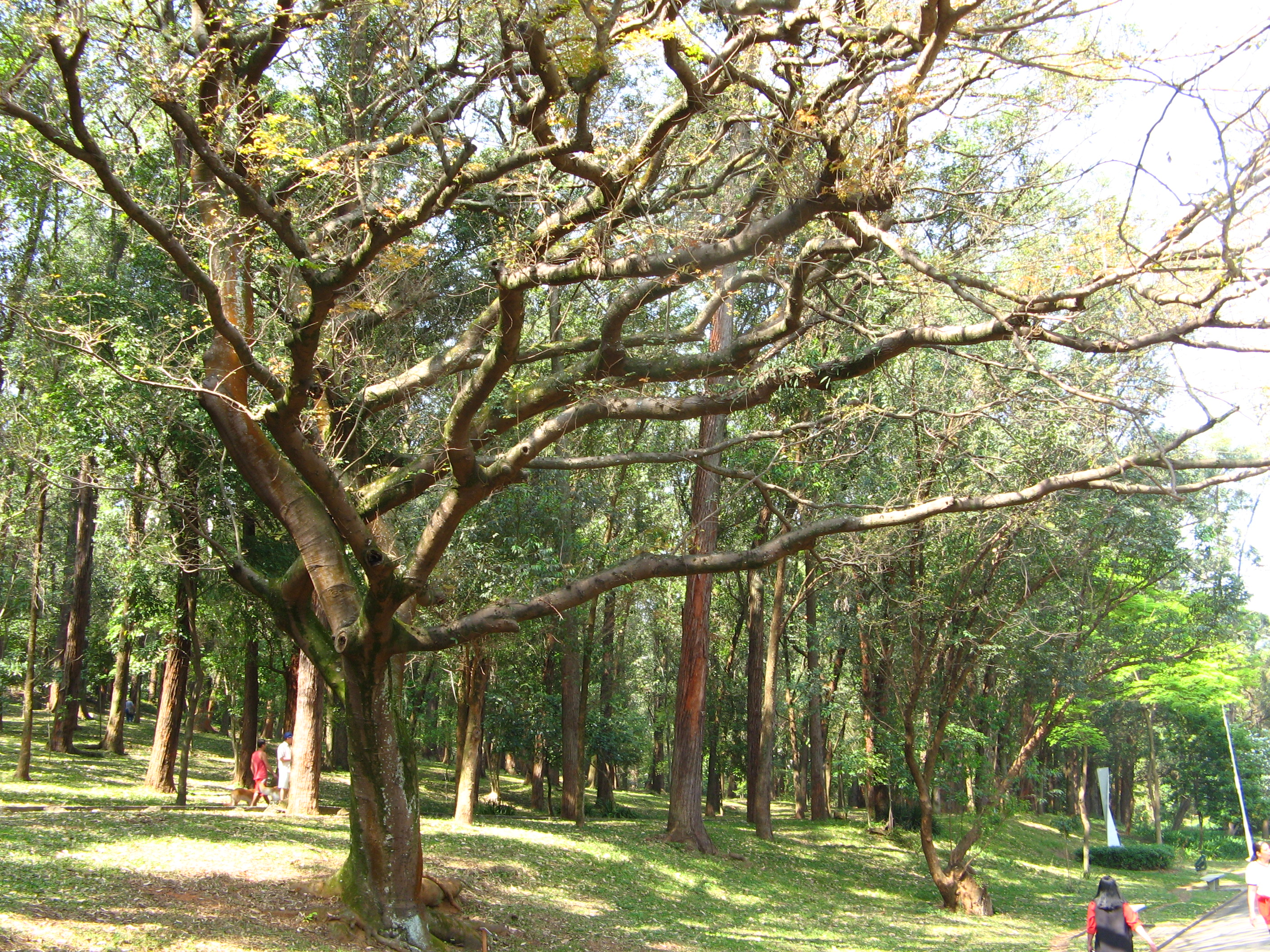
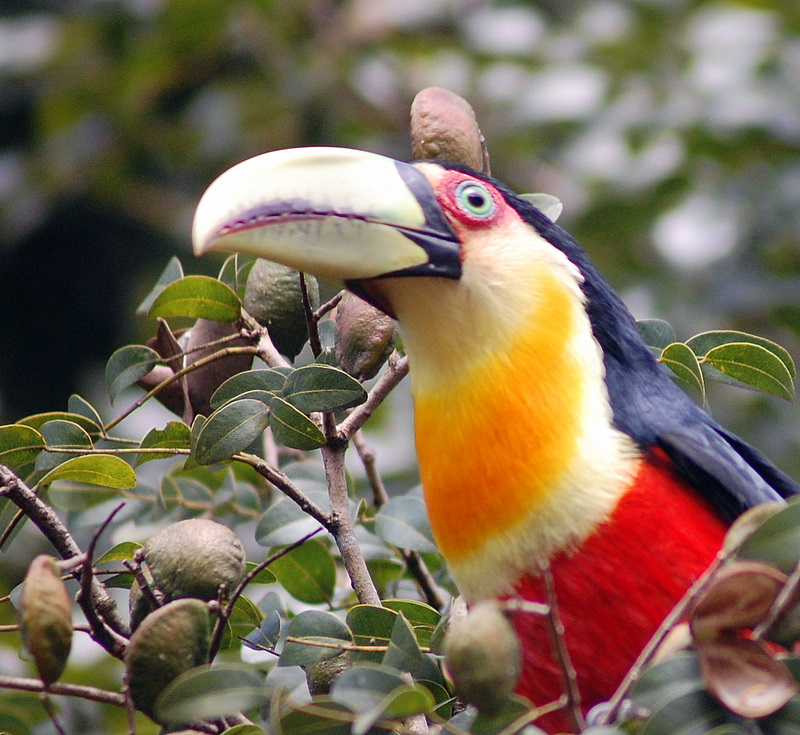

## Dottertaxa tillCopaifera, i alfabetisk ordning[1]
- Copaifera aromatica
- Copaifera baumiana
- Copaifera bracteata
- Copaifera brasiliensis
- Copaifera bulbotricha
- Copaifera canime
- Copaifera cearensis
- Copaifera chodatiana
- Copaifera coriacea
- Copaifera depilis
- Copaifera duckei
- Copaifera elliptica
- Copaifera epunctata
- Copaifera glycycarpa
- Copaifera guyanensis
- Copaifera gynohirsuta
- Copaifera jacquiniana
- Copaifera jacquinii
- Copaifera jussieui
- Copaifera laevis
- Copaifera langsdorffii
- Copaifera langsdorfii
- Copaifera lucens
- Copaifera luetzelburgii
- Copaifera magnifolia
- Copaifera majorina
- Copaifera malmei
- Copaifera marginata
- Copaifera martii
- Copaifera mildbraedii
- Copaifera multijuga
- Copaifera nana
- Copaifera oblongifolia
- Copaifera officinalis
- Copaifera panamensis
- Copaifera paupera
- Copaifera piresii
- Copaifera pubiflora
- Copaifera religiosa
- Copaifera reticulata
- Copaifera rondonii
- Copaifera salikounda
- Copaifera trapezifolia
- Copaifera utilissima
- Copaifera venezuelana